# العلاقات المالية المصرية
العلاقات المالية المصرية هي العلاقات الثنائية التي تجمع بين مالي ومصر.

## مقارنة بين البلدين
هذه مقارنة عامة ومرجعية للدولتين:
| وجه المقارنة                                              | مالي            | مصر           |
| --------------------------------------------------------- | --------------- | ------------- |
| المساحة (كم2)                                             | 1.24 مليون      | 1.01 مليون    |
| عدد السكان (نسمة)                                         | 18.54 مليون     | 94.80 مليون   |
| الكثافة السكانية (ن./كم²)                                 | 14.95           | 93.86         |
| العاصمة                                                   | باماكو          | القاهرة       |
| اللغة الرسمية                                             | لغة فرنسية      | اللغة العربية |
| العملة                                                    | فرنك غرب أفريقي | جنيه مصري     |
| الناتج المحلي الإجمالي (بليون دولار)                      | 15.29 مليار     | 235.37 مليار  |
| الناتج المحلي الإجمالي (تعادل القوة الشرائية) بليون دولار | 35.69 مليار     | 998.67 مليار  |
| الناتج المحلي الإجمالي الاسمي للفرد دولار أمريكي          | 724             | 3.61 ألف      |
| الناتج المحلي الإجمالي للفرد دولار أمريكي                 | 1.60 ألف        |               |
| مؤشر التنمية البشرية                                      | 0.419           | 0.690         |
| رمز المكالمات الدولي                                      | +223            | +20           |
| رمز الإنترنت                                              | .ml             | .eg، .مصر     |
| المنطقة الزمنية                                           | 00              | ت ع م+02:00   |

## منظمات دولية مشتركة
يشترك البلدان في عضوية مجموعة من المنظمات الدولية، منها:
| علم المنظمة | اسم المنظمة                                                | تاريخ انضمام مالي | تاريخ انضمام مصر |
| ----------- | ---------------------------------------------------------- | ----------------- | ---------------- |
|             | البنك الإفريقي للتنمية                                     | ?                 | 10 سبتمبر 1964   |
|             | العملية المشتركة للاتحاد الأفريقي والأمم المتحدة في دارفور | ?                 | 31 يوليو 2007    |
|             | المركز الدولي لتسوية المنازعات الاستشارية                  | 2 فبراير 1978     | 2 يونيو 1972     |
|             | مؤسسة التنمية الدولية                                      | 27 سبتمبر 1963    | 26 أكتوبر 1960   |
|             | مؤسسة التمويل الدولية                                      | 9 مايو 1978       | 20 يوليو 1956    |
|             | الاتحاد البريدي العالمي                                    | ?                 | ?                |
|             | البنك الدولي للإنشاء والتعمير                              | 27 سبتمبر 1963    | 27 ديسمبر 1945   |
|             | منظمة التجارة العالمية                                     | ?                 | 30 يونيو 1995    |
|             | منظمة التعاون الإسلامي                                     | ?                 | 25 سبتمبر 1969   |
|             | الفريق المعني برصد الأرض                                   | ?                 | فبراير 2005      |
|             | الأمم المتحدة                                              | 28 سبتمبر 1960    | 24 أكتوبر 1945   |
|             | الاتحاد الأفريقي                                           | ?                 | 9 يوليو 2002     |
|             | وكالة ضمان الاستثمار متعدد الأطراف                         | 22 أكتوبر 1992    | 12 أبريل 1988    |
|             | منظمة الشرطة الجنائية الدولية                              | ?                 | 7 سبتمبر 1923    |
|             | يونسكو                                                     | 7 نوفمبر 1960     | 22 يناير 1947    |
|             | الاتحاد الدولي للاتصالات                                   | 21 أكتوبر 1960    | 9 ديسمبر 1876    |

## وصلات خارجية
- موقع وزارة الخارجية المصرية